# Reinhard Breder
Reinhard Breder (2 février 1911 à Steinhagen, province de Westphalie - 22 octobre 2002 à Cologne) était un conseiller du gouvernement allemand et un SS-Standartenführer qui a participé à l'Holocauste en Union Soviétique occupée en tant que commandant de l'Einsatzkommando 2. De 1943 à la fin de la guerre, il a dirigé la Gestapo à Francfort-sur-le-Main. 

## Biographie

### Famille et études
Reinhard Breder est le fils du professeur Hermann Breder. Il obtient son Abitur à la Lessing-Oberrealschule de Bielefeld, en 1931, avant d'étudier le droit. Dès sa période estudiantine, il est plongé dans le national-socialisme, puisqu'il intègre l'association étudiante du Verband der Vereine Deutscher Studenten, une association anti-démocratique opposée à la République de Weimar. Dès 1931, il rejoint la SS et intègre la réserve du 1er régiment d'infanterie pour recevoir une pré-instruction militaire dans la Reichswehr Noire. Breder était d'ailleurs membre depuis ses jeunes années de diverses organisations paramilitaires : Ordre des Jeunes Allemands (1924-1927), puis Jeunesse des Casques d'Acier (1927-1931). À l'hiver 1931-1932, il part étudier à Hambourg, où il s'investit dans la SS, dans la vie politique du Deutschnationale Volkspartei et dans la réserve du 6e régiment d'infanterie, où il poursuit son instruction militaire. 
Breder passe son premier examen d’État en droit en 1935, alors qu'il s'investit de plus en plus dans la vie politique et estudiantine, sous le nazisme, et rejoint officiellement le NSDAP le 1er mai 1937. Il obtient son second diplôme en 1939. Breder commence sa carrière dans les unités paramilitaires nazies en 1938, année où il effectue un stage dans les bureaux du SD de Düsseldorf. Il effectue également un stage juridique à Hambourg, travaille comme greffier à Jüterbog, avant de passer l'examen d'assesseur à Hambourg le 14 août 1939.

### Débuts dans les SS
Le 27 août 1939, en tant que SS-Oberscharführer, Breder est « conscrit pour le service d'urgence » par le SD de Düsseldorf afin d'être employé par le SD de Cologne, en prévision de l'invasion de la Pologne. Il y est promu au rang de SS-Untersturmführer. En mars/avril 1940, Breder sert comme examinateur pour les postulants à des postes de commandement dans le RSHA. En avril/mai 1940, il entreprend une tournée d'inspection dans la Pologne annexée afin d'y explorer les « possibilités de formation continue » pour le personnel de la police de sécurité et du SD. Il a ensuite été instructeur du SD à Düsseldorf. Comme il considérait ce poste comme un « poste secondaire sans importance », Breder est devenu, à sa propre demande, conseiller personnel de l'inspecteur de la sécurité au SD de Hambourg à partir du 1er juillet 1940. En décembre 1940, il est nommé assesseur du gouvernement. Le 1er décembre 1941, il est transféré à Düsseldorf, où il travaille à temps partiel comme chef adjoint de la Stapoleitstelle et à temps partiel pour le président du district. Le 1er juillet 1942, il est nommé au conseil du gouvernement du Gau de Hambourg et SS-Sturmbannführer.

### Crimes de guerre et Einsatzgruppen
Toujours à sa propre demande, après que le chef du Bureau principal de la sécurité du Reich (RSHA), Bruno Streckenbach (1902-1977), eut rejeté un poste d'administrateur de district à Kempen-Krefeld, refus que Breder avait espéré, il fut détaché auprès d'une unité de combat du SD en Russie. De décembre 1942 à mars 1943, il est affecté au commandant de la police de sécurité et du SD à Minsk, en Biélorussie, notamment pour combattre les partisans, par exemple dans le cadre de « l'Opération Winterzauber » dans le nord de la Biélorussie. En février 1943, il participe à la liquidation du ghetto de Sluzk en tant que chef du convoi automobile et d'un peloton d'exécution. De début mars 1943 à juillet 1943, il est stationné à Riga en tant que chef du Einsatzkommando 2 de l'Einsatzgruppe A. C'est lors de ces affectations que Breder est décoré de la Croix du Mérite.

### Dirigeant de la Gestapo
En août 1943, Breder quitte l'Einsatzkommando pour Francfort-sur-le-Main, où il va exercer le poste de chef de la Gestapo de septembre 1943 jusqu'à la fin de la guerre et, à partir de l'été 1944, être le supérieur de 3 000 fonctionnaires et employés. Son prédécesseur au bureau de la Gestapo de Francfort, Oswald Poche, a pris le poste de Breder au Einsatzkommando 2. Poche avait été relevé à Francfort parce qu'il avait suivi de trop près les souhaits du parti au lieu de la Gestapo, sur l'insistance du Gauleiter de Hesse-Nassau, Jakob Sprenger. Mais Breder poursuit également la politique de Sprenger qui consiste à rendre Francfort « propre », dépassant ainsi de façon significative les instructions de Berlin. Après que la déportation des Juifs de Francfort fut pour l'essentiel achevée à l'automne 1942, la Gestapo de Francfort prit des mesures pour traquer les derniers Juifs ayant échappé à la déportation : ceux qui vivaient dans des « mariages mixtes », les anciens combattants de la Première Guerre mondiale et les travailleurs de l'armement n'étaient pas censés être déportés. Grâce à un système d'informateurs et à une surveillance très stricte, la Gestapo de Francfort a fait envoyer ces catégories de Juifs dans les camps de concentration en les piégeant pour des « délits » mineurs tels que la dissimulation de l'étoile juive ou le dépôt d'une demande irrégulière d'attribution de charbon. Une fois que la Gestapo réussissait à les arrêter pour ces motifs, ils étaient envoyés dans des camps de travail, et de là, partaient directement vers les camps de la mort.

### Fuite et arrestation à la fin de la guerre
Peu avant la fin de la guerre en 1945, Breder s'enfuit en Allemagne du Nord et s'y cache. Ce n'est qu'en mars 1946 qu'il a pu être arrêté par l'armée américaine. Il est fait prisonnier de guerre, d'abord à Gießen et Wiesbaden, puis (à partir de juillet 1946) à Dachau et Fürth. 

### Reconversion civile
Après avoir travaillé occasionnellement dans une entreprise de construction, avec un avocat et dans l'obtention de fonds de constructions, Breder a finalement travaillé comme avocat commercial et consultant financier. Début 1954, il prend la direction de la succursale de Düsseldorf de la Karl Meinhardt Bank. À partir du milieu des années 1970, il travaille comme indépendant pour une société de financement de Düsseldorf. Il a pris sa retraite le 1er janvier 1988.
Au milieu des années 1990, Breder a écrit ses mémoires - qui sont restées inédites - Im Strudel meiner Zeit. Il y rejette sa culpabilité personnelle en rapport avec les fusillades et les déportations et met en perspective les activités de la Gestapo de Francfort. Reinhardt Breder s'éteint le 22 octobre 2002, à l'âge de 91 ans.

## Procès
À au moins quatre reprises, Richard Breder a été inquiété par la justice, mais sans jamais avoir été condamné.
En 1946, il est interrogé à plusieurs reprises comme témoin aux procès pour crimes de guerre de Nuremberg. Officiellement libéré de sa captivité de guerre, il est transféré au camp d'internement de Ludwigsburg à la fin de 1947 et au camp d'internement de Darmstadt en janvier 1948. Dans un procès de la Spruchkammer en cours de dénazification, Breder est accusé d'être le « principal coupable » le 28 février 1949, mais le 12 avril 1949, il est simplement classé comme « incriminé ». Il fait appel de cette décision, qui est finalement rejetée le 24 novembre 1953.
En 1950, lorsque l'ancien conseiller aux affaires juives de Francfort, Heinrich Baab, fut jugé pour meurtre au tribunal des jurés de Francfort en 1950 et condamné à la prison à vie, Reinhard Breder ne témoigna qu'en tant que supérieur, sans être poursuivi lui-même. 
En 1951, Breder fut jugé pour avoir tiré sur au moins sept pilleurs en 1944, avec l'ancien inspecteur de l'administration de la police Hans Tauber, devant le tribunal régional de Francfort-sur-le-Main, mais comme la preuve qu'il était conscient de l'illégalité de ses actions ne peut pas être apportée, il est acquitté le 15 février 1951. La même chose s'applique à Tauber, mais il a été condamné à cinq ans et demi de prison pour un autre délit. 
Au début des années 1960, Breder fut cité comme témoin au procès de 12 anciens nazis impliqués dans le meurtre de Juifs du ghetto de Minsk. Comme un document d'origine soviétique utilisé dans le procès lui attribuait le meurtre de 2000 Juifs, le parquet de Wiesbaden obtint son arrestation et il fut incarcéré à Coblence,. Cependant, la procédure fut abandonnée sans qu'aucune charge ne soit retenue.